# 在バヌアツ日本国大使館
在バヌアツ日本国大使館（英語: Embassy of Japan in Vanuatu、フランス語: Ambassade du Japon au Vanuatu）は、日本がバヌアツの首都ポートビラに設置している大使館である。在ポートビラ日本国大使館（英語: Embassy of Japan in Port Vila、フランス語: Ambassade du Japon à Port-Vila）とも。
1981年1月、日本とバヌアツの間で国交が樹立される。当初、日本の外交使節団はフィジーの首都スバに常駐していたが、2018年1月1日、まず在バヌアツ兼勤駐在官事務所としてポートビラに大使館が開館した。2020年1月1日、兼勤駐在官事務所が廃止される代わりに大使館実館へ昇格する形で正式な大使館として発足。

## 住所
2020年7月1日より、下記の住所で運営されている。旧住所は “c/o The Melanesian Hotel, Lini Highway, Port Vila” であった。
| 所在地 | Air Vanuatu Building 2nd Floor, Rue de Paris, Port Vila |
| 私書箱 | P.O. Box 242, Port Vila                                 |